# Triphassa anaemialis
Triphassa anaemialis är en fjärilsart som beskrevs av George Francis Hampson 1906. Triphassa anaemialis ingår i släktet Triphassa och familjen mott. Inga underarter finns listade i Catalogue of Life.